# Nowy poczet władców Polski
Nowy poczet władców Polski – seria 49 portretów namalowanych przez Waldemara Świerzego w latach 2003–2013.

## Powstanie
Pomysł realizacji nowego (po matejkowskim) pocztu polskich władców narodził się w 2004 roku, kiedy Andrzej Pągowski poprosił Waldemara Świerzego o namalowanie portretów Mieszka I i Bolesława Chrobrego (malarz wybrał jednak Jana III Sobieskiego i Stanisława Augusta Poniatowskiego). Powzięto wtedy decyzję o namalowaniu portretów wszystkich polskich władców. Za opiekę nad wiarygodnością historyczną miał odpowiadać historyk Marek Klat, nawiązano również współpracę z Markiem Głuchowskim, przewodniczącym Rady Nadzorczej PKO BP.
W listopadzie 2007 roku w Domu Dochodowym w Warszawie odbył się zamknięty pokaz pierwszych dwunastu portretów, które znalazły się później na kartach kalendarza na 2008 rok, wydanego przez PKO BP, które jednocześnie sfinansowało prace nad kolejnym tuzinem obrazów.
W następnych latach powstawały kolejne prace, a projekt wspierał Krzysztof Dudek, dyrektor Narodowego Centrum Kultury.
Ostatni obraz powstał w listopadzie 2013 roku, na kilka dni przed śmiercią Waldemara Świerzego.

## Wystawa „Nowy poczet władców Polski. Świerzy kontra Matejko”
Cały poczet był kilkakrotnie pokazywany na wystawie „Nowy poczet władców Polski. Świerzy kontra Matejko” w okresie:
- 19 maja – 19 lipca 2015 na Zamku Królewskim w Warszawie[2].

- 22 listopada 2016 – 26 marca 2017 w Muzeum Narodowym w Gdańsku, w Oddziale Zielona Brama[3][4].

- 8 sierpnia 2017 – 25 lutego 2018 w Pałacu Królewskim, siedzibie Muzeum Miejskiego Wrocławia[5][6][7].
- 27 lipca – 30 grudnia 2018 w Pałacu Izraela Poznańskiego, siedzibie Muzeum Miasta Łodzi[8].